# Фарс пінгвінів
«Фарс пінгвінів» (англ. Farce of the Penguins) — американський комедійний фільм 2007 року, що вийшов відразу на DVD. Є пародією на французьку документальну стрічку «Марш пінгвінів», відому в англомовному прокаті як «Марш пінгвінів». Американська асоціація кінокомпаній надала картині рейтинг R у зв'язку з грубим сексуальним змістом і мовою.

## Сюжет
Теглайн оригінального фільму Що відбувається в Антарктиці… залишається в Антарктиці.
Група пінгвінів-самців здійснює нелегку подорож від узбережжя Антарктиди в глибину материка для зустрічі із самками, які чекають їх для створення сімей. В дорозі вони розмовляють про різні речі: їжу, сімейне життя, зрадах, метеоризмі та інше. Тим часом самки, які їх чекають, також обговорюють своїх майбутніх кавалерів.

## У ролях (озвучування)
- Семюел Л. Джексон — розповідач за кадром
- Боб Сагет — Карл, пінгвін
- Льюіс Блек — Джиммі, пінгвін
- Трейсі Морган — Маркус, пінгвін
- Джонатан Кац — Стів, біла сова
- Крістіна Епплгейт — Мелісса, пінгвін
- Мо'Нік — Вікі, пінгвін
- Джеймі Кеннеді — Джеймі
- Девід Кокнер — Мелвін
- Харві Ферштейн — Шейла
- Вупі Голдберг — Хелен
- Маріо Кантоне — Сідні
- Карлос Менсіа — Хуан Санчес
- Лорі Локлін — Чмокаючий Мелвін, пінгвін
- Дейн Кук — пінгвін Онлайн
- Джейсон Александер — пінгвін на животі
- Джейсон Біггс — невпевнений пінгвін
- Норм Кросбі[en] — дід пінгвіна Карла
- Норм Макдоналд[en] — пінгвін «Приєднююсь до пари»
- Брі Ларсон — пінгвін «Мені потрібен азитроміцин»
- Джеймс Белуші — пінгвін «Всі вони суки»
- Дейв Кулір[en] — пінгвін «Там нема снігу»
- Джон Стеймос — пінгвін «Що таке глобальне потепління?»
- Джоді Світін — пінгвін «Він такий грубий»
- Джон Ловітц — пінгвін «Мої очі тут»
- Гілберт Готтфрід — пінгвін «Я відморозив свої яйця!»
- Деймон Веянс — пінгвін «Ей, це мій зад!»
- Ейб Вігода — пінгвін з Бока-Ратон
- Елісон Ганніган — пінгвін «Гаряча штучка»
- Джонатан Сілверман[en] — критик тюленів
- Дреа де Маттео — Естер
- Скотт Вейнджер — збуджений пінгвін (в титрах не вказаний)

## Виробництво
Компанія ThinkFilm, яка зняла фільм, сама так описує свою стрічку: «Це історія одного пінгвіна, який в пошуках кохання подорожує по 70-мильному шляху разом зі своїми озабоченными приятелями, які предвкушают гедонистичний ритуал спарювання». Не дивлячись на мальований постер фільму, картина не анімаційна, а з використанням документальних зйомок. Режисер, продюсер та виконавець головної ролі Боб Сагет заявив, що він просто хотів переозвучити оригінальний фільм, але його творці не дали на це дозвіл.
Майже всі актори, які взяли участь в озвучуванні цього фільму, грали головні ролі в серіалі «Повна хата» (1987—1995).
У фільмі показані арктичні лисиці, сови і деякі види пінгвінів, які не живуть в Антарктиді.